# 费德里科·庞塞·维德斯
费德里科·庞塞·维德斯（西班牙語：Federico Ponce Vaides；1889年8月26日—1956年11月16日），是危地马拉第22任总统，他从1944年7月4日至1944年10月20日担任危地马拉总统。庞塞·维德斯的政府最后在危地马拉革命中被推翻。

## 早年生活
费德里科·庞塞·维德斯出身于阿尔塔贝拉帕斯省的一个富庶家庭。他的父亲名叫马里亚诺·庞塞·孔特雷拉斯，母亲名叫维多利亚·维德斯·阿里维利亚加。在曼努埃尔·何塞·埃斯特拉达·卡夫雷拉总统执政期间，费德里科·庞塞·维德斯参与了对洪都拉斯和萨尔瓦多的全国运动，在此运动间收到卡夫雷拉的赏识，被先后委派为数省军队的司令官。当卡夫雷拉政府倒台时，他的一位兄弟被民众动用私刑处决。

## 就任总统
1944年，豪尔赫·乌维科在一场民主运动中被要求辞职。乌维科选择任命由布埃纳文图拉·皮涅达少将、爱德华多·比利亚格兰·阿理萨少将和费德里科·庞塞·维德斯将军组成的军事政府来接替自己，但是民主主义者不接受这次任命，并且全力支持卡洛斯·费德里科·莫拉，一名社会学家就任临时总统。7月3日，庞塞·维德斯公然要求临时议会的议员们给他投票，在哈科沃·阿本斯等人准备监督议会时，军方决定解散议会，直接宣布费德里科·庞塞·维德斯为总统。
费德里科·庞塞·维德斯完全延续了乌维科的政策，他向民众宣布将举行选举，与此同时他镇压集会并且压制了新闻自由，且肆意逮捕那些政治上不支持军政府的人，使民主主义者们对费德里科·庞塞·维德斯所说的民主选举感到了极大的怀疑。
1944年10月，反对派报纸《公正报》的主编亚历杭德罗·科尔多瓦被暗杀激起了极大的民愤。庞塞·维德斯想试图以提前举行大选来安抚民主主义者们，但是当民主主义者们发现了他操纵选举的意图后，决定立即展开革命推翻他。
10月19日，危地马拉陆军发生了兵变，军人弗朗西斯科·哈维尔·阿拉纳和哈科沃·阿本斯带领军队哗变，要求费德里科·庞塞·维德斯立即下台。10月20日，在各行各业的声讨下，费德里科·庞塞·维德斯向革命者们投降。

## 下台以后
庞塞·维德斯被驱逐出境，在1953年军事政变后回到了危地马拉，1956年11月16日，他在危地马拉首都危地马拉城去世。